# インサイト (探査機)
インサイト（InSight: Interior Exploration using Seismic Investigations, Geodesy and Heat Transport）は、アメリカ航空宇宙局（NASA）が開発した火星探査機。2018年5月5日に打ち上げられ、2018年11月26日に火星のエリシウム平原に着陸した。当初計画では2年間の活動期間を延長して約4年活動し、火星に吹く「風の音」を初めて捉えるなど成果をあげたが、太陽光発電パネルに塵が付着したことによる電力不足が原因とみられる通信途絶で、NASAが2022年12月21日に運用終了を発表した。

## 概要
火星の初期の地質学的進化を研究するために、地表面に地震計と熱伝達プローブを備えたランダーを着陸させるミッションである。水星、金星、地球、火星、月など太陽系の地球型天体についての新たな理解をもたらすことが期待されている。2008年に火星への着陸と探査に成功したフェニックスの技術を再利用することで、コストとリスクを低減している。

## 沿革

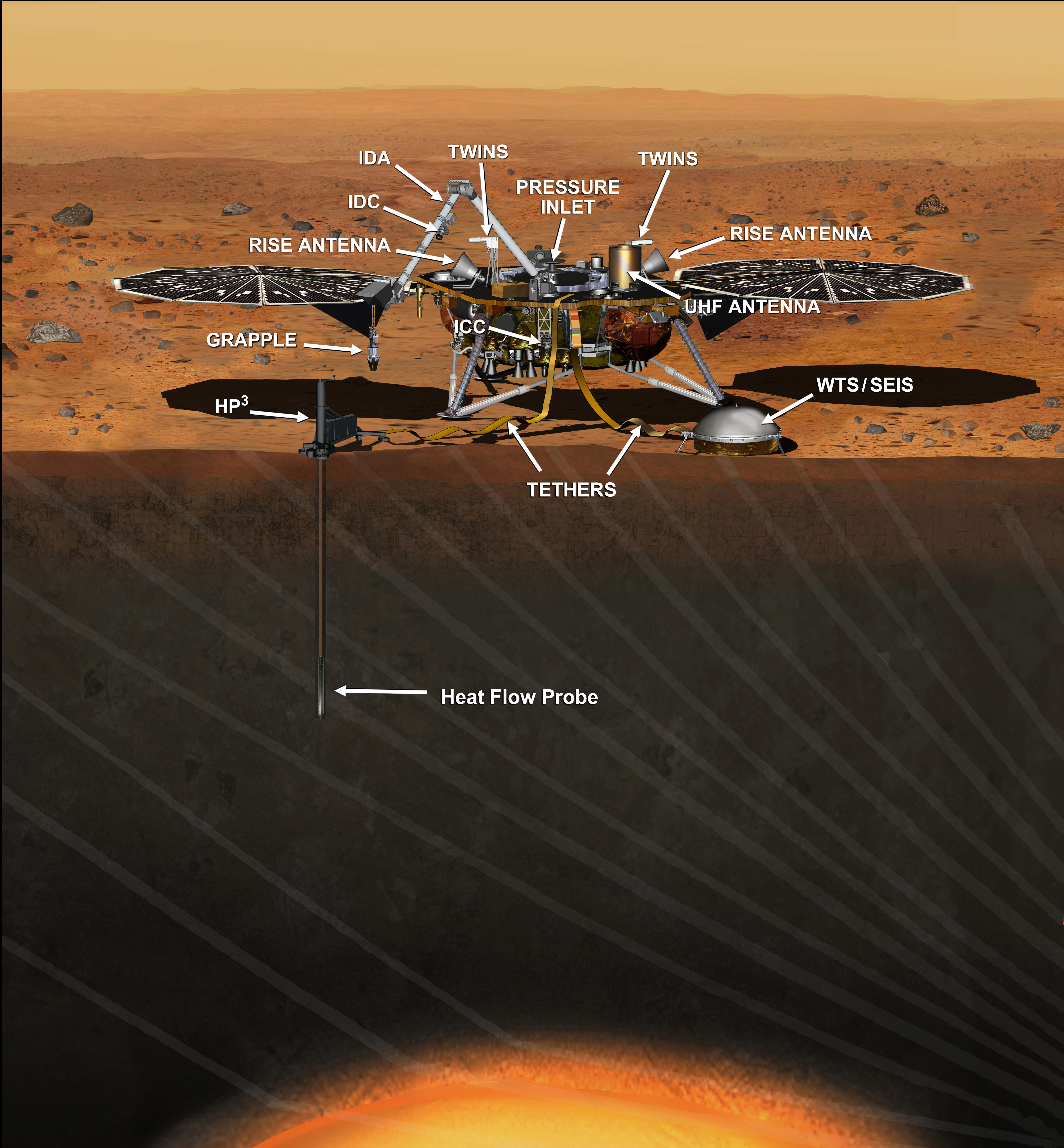
インサイトの観測イメージ

当初、インサイトはGEMS（Geophysical Monitoring Station）として知られていたが、NASAにより2012年の早い時期に変更された。2010年、ディスカバリー計画で提案された28プログラムから3つの最終候補の一つとして選ばれ、300万ドルの予算が与えられた。2011年5月には、詳細なコンセプトスタディの検討が開始された。2012年8月には、インサイトを開発し打ち上げることが決定した。プロジェクトはジェット推進研究所（JPL）によって管理され、いくつかの国の科学者が参加している。打ち上げロケットの費用を除くコストは4.25億ドルで、アメリカ合衆国が負担する。2014年5月19日には、ランダーの製造が始まったことが発表された。その後、2015年5月27日に、ランダーのテストが始まったことが発表された。
打ち上げは2016年3月が予定されていたが、2015年12月、地震計の真空シール部分に不具合が発見され、打ち上げまでに技術的な対応が間に合わないとして延期された。NASAは新しい打ち上げのタイミングとして、2018年5月（5日から始まる打ち上げウィンドウ）を発表。発表通り、5日7時5分（アメリカ東部夏時間）に、ヴァンデンバーグ空軍基地からアトラス Vロケットによって打ち上げられた。火星への着陸はアメリカ東部時間の同年11月26日、日本時間では27日に予定され、計画通りの着陸に成功した。
着陸後は、約2年間（708火星日、728地球日。1火星日は約24時間37分）の観測を行う予定となっていたが、約2年延長された。

### 地震動の観測
最初の15か月間の観測で、火星の地震（火震）活動を数百回観測した。中にはマグニチュード3-4程度の強い地震も含まれている。